# Franz Gehweiler
Franz Gehweiler (* 12. April 1917 in Öhringen; † 13. Dezember 1979 ebenda) war ein deutscher Bürgermeister und Politiker (CDU).

## Leben
Nach dem Abitur im Jahr 1936 in Heilbronn diente er von 1938 bis 1945 als Offizier. Im Zweiten Weltkrieg wurde er an der Front mehrfach schwer verwundet. Er erhielt hohe Kriegsauszeichnungen.
Nach dem Krieg war er zeitweise als Holzfäller tätig. Ab November 1945 war er, zunächst von den amerikanischen Besatzungsmacht eingesetzt, bis März 1978 Bürgermeister der Stadt Waldenburg (Württemberg). In seine Amtszeit fielen der Wiederaufbau der in den letzten Kriegstagen schwer zerstörten Stadt und die Ansiedlung des Albert-Schweitzer-Kinderdorfs in Waldenburg, dessen Vorstandsvorsitzender Gehweiler wurde. Außerdem initiierte er die Städtepartnerschaft mit Sierck-les-Bains. Vor der Gemeindereform war Gehweiler auch Bürgermeister der zu dieser Zeit noch selbstständigen Nachbargemeinden Obersteinbach und Kesselfeld. Ab 1954 war er insgesamt 25 Jahre Mitglied des Kreistags, zunächst im Landkreis Öhringen, dann im Hohenlohekreis. 
Von 1973 bis zu seinem Tod war Gehweiler Kreisvorsitzender der CDU im Hohenlohekreis. Vom 5. Mai 1976 bis zu seinem Tod war er mit einem Direktmandat im Landtagswahlkreis Hohenlohe Mitglied des Landtags von Baden-Württemberg. Nach seinem Tod rückte Karl Östreicher in den Landtag nach.
Gehweiler war römisch-katholischer Konfession, verheiratet und hatte vier Kinder. Er war 18 Jahre Vorsitzender des Kochergaus im Schwäbischen Sängerbund. Nach seinem Tod wurde seinem testamentarischen Wunsch entsprechend die von der Stadt Waldenburg verwaltete Franz-Gehweiler-Stiftung errichtet, die jährlich drei Viertel des Zinsertrages ihres Kapitals als Zuschuss für eine Musikausbildung an kinderreiche Familien auszahlt.

## Auszeichnungen
Gehweiler erhielt 1954 das Bundesverdienstkreuz am Bande und 1977 das Bundesverdienstkreuz 1. Klasse. Zum Ende seiner Amtszeit als Waldenburger Bürgermeister wurde er 1978 erster Träger der Goldenen Bürgermedaille der Stadt Waldenburg.